# Championnat des Émirats arabes unis de football 2019-2020
 (janvier 2021).
Si vous disposez d'ouvrages ou d'articles de référence ou si vous connaissez des sites web de qualité traitant du thème abordé ici, merci de compléter l'article en donnant les références utiles à sa vérifiabilité et en les liant à la section « Notes et références ».
Navigation
Saison précédente Saison suivante
La saison 2019-2020 du Championnat des Émirats arabes unis de football est la quarante-sixième édition du championnat national de première division aux Émirats arabes unis. Les quatorze meilleures équipes du pays sont regroupées au sein d'une poule unique où elles s'affrontent deux fois au cours de la saison, à domicile et à l'extérieur.
Sharjah SC est le champion en titre. 
Le championnat débute le 19 septembre 2019, après la 19e journée, le 14 mars 2020, le championnat est arrêté à cause de la pandémie de covid-19. Le 18 juin 2020, le championnat est définitivement arrêté, aucun titre ne sera décerné, les qualifications aux compétitions continentales sont identiques à celles de la saison passée.

## Qualifications continentales
Les deux premiers du championnat ainsi que le vainqueur de la Coupe des Émirats arabes unis obtiennent leur qualification pour la phase de groupes de la Ligue des champions de l'AFC 2021. Le troisième du championnat (ou le 4e si le vainqueur de la Coupe termine parmi les trois premiers) doit quant à lui passer par le tour préliminaire. 

## Les clubs participants
- Al-Wahda Club
- Al Ain Club
- Ajman Club
- Sharjah SC
- Al-Dhafra
- Hatta Club  - promu de D2
- Al-Jazira Club
- Al Nasr Dubaï
- Shabab Al-Ahli Dubaï
- Al Wasl Dubaï
- Baniyas SC
- Khor Fakkan Club  - promu de D2
- Al-Ittihad Kalba SC
- Fujaïrah Sports Club

## Compétition

### Classement
Le classement est établi sur le barème de points classique (victoire à 3 points, match nul à 1, défaite à 0).
| Rang | Équipe               | Pts | J  | G  | N | P  | Bp | Bc | Diff |
| ---- | -------------------- | --- | -- | -- | - | -- | -- | -- | ---- |
| 1    | Shabab Al-Ahli Dubaï | 43  | 19 | 13 | 4 | 2  | 42 | 13 | +29  |
| 2    | Al Ain Club          | 37  | 19 | 11 | 4 | 4  | 46 | 21 | +25  |
| 3    | Al-Jazira Club       | 36  | 19 | 11 | 3 | 5  | 29 | 17 | +12  |
| 4    | Sharjah SCT          | 35  | 19 | 10 | 5 | 4  | 38 | 23 | +15  |
| 5    | Al-Wahda Club        | 35  | 19 | 11 | 2 | 6  | 31 | 29 | +2   |
| 6    | Al Nasr Dubaï        | 31  | 19 | 9  | 4 | 6  | 24 | 19 | +5   |
| 7    | Al-Dhafra            | 29  | 19 | 9  | 2 | 8  | 26 | 23 | +3   |
| 8    | Al Wasl Dubaï        | 29  | 19 | 8  | 5 | 6  | 31 | 33 | -2   |
| 9    | Baniyas SC           | 23  | 19 | 6  | 5 | 8  | 21 | 26 | -5   |
| 10   | Ajman Club           | 18  | 19 | 4  | 6 | 9  | 25 | 39 | -14  |
| 11   | Al-Ittihad Kalba SC  | 16  | 19 | 5  | 1 | 13 | 24 | 39 | -15  |
| 12   | Khor Fakkan Club P   | 15  | 19 | 3  | 6 | 10 | 18 | 32 | -14  |
| 13   | Hatta ClubP          | 13  | 19 | 3  | 4 | 12 | 15 | 32 | -17  |
| 14   | Fujaïrah Sports Club | 12  | 19 | 3  | 3 | 13 | 15 | 36 | -21  |

| Légende : Qualifications et relégations | Légende : Qualifications et relégations                                                         |
| --------------------------------------- | ----------------------------------------------------------------------------------------------- |
|                                         | Qualification pour la Ligue des champions de l'AFC 2021                                         |
|                                         | Qualification pour le tour préliminaire de la Ligue des champions de l'AFC 2021                 |
|                                         | Relégation en First Division League                                                             |
|                                         | T : Tenant du titre 2018-2019 P : Promu de D2 C : Vainqueur de la Coupe des Émirats arabes unis |

- Les clubs qualifiés pour les compétitions continentales sont les mêmes que la saison passée.

## Bilan de la saison
| Championnat des Émirats arabes unis de football 2019-2020 |                                   |
| Champion                                                  | aucun                             |
| Coupes et trophées                                        |                                   |
| Vainqueur de la Coupe des Émirats arabes unis 2019-2020   | non disputée                      |
| Qualifications continentales                              |                                   |
| Ligue des champions de l'AFC 2021                         | Sharjah SC                        |
| Ligue des champions de l'AFC 2021                         | Shabab Al-Ahli Dubaï              |
| Ligue des champions de l'AFC 2021                         | Al-Wahda Club (tour préliminaire) |
| Ligue des champions de l'AFC 2021                         | Al Ain Club (tour préliminaire)   |
| Promotions et relégations                                 |                                   |
| Promus en Arabian Gulf League                             | aucun                             |
| Relégués en First Division League                         | aucun                             |